# Ambassade de Gambie au Sénégal
L'ambassade de Gambie au Sénégal est la représentation diplomatique de la Gambie auprès de la République du Sénégal. Elle est située à Dakar, la capitale du pays.

## Ambassade
L'ambassade est située à Dakar. 

## Histoire
Le 19 janvier 2017, Adama Barrow est investi président de la Gambie à l'ambassade de Gambie au Sénégal.

## Ambassadeurs de Gambie au Sénégal
- 19 août 2016 - 27 décembre 2016 : Momodou E. Njie [1].